# جایزه فیلم‌های ورزشی نیکان برای بهترین فیلم
جایزه فیلم‌های ورزشی نیکان برای بهترین فیلم (انگلیسی: Nikkan Sports Film Award for Best Film)

## فهرست برندگان
| شماره. | سال  | فیلم                           | کارگردان             |
| ------ | ---- | ------------------------------ | -------------------- |
| ۱      | ۱۹۸۸ | هرج و مرج گل‌ها                 | کینجی فوکاساکو       |
| ۲      | ۱۹۸۹ | باران سیاه (فیلم ژاپنی)        | شوهئی ایمامورا       |
| ۳      | ۱۹۹۰ | روزهای کودکی                   | ماساهیرو شینودا      |
| ۴      | ۱۹۹۱ | پسران من                       | یامادا یوجی          |
| ۵      | ۱۹۹۲ | سومو بکن، سومو نکن             | ماسایوکی سو          |
| ۶      | ۱۹۹۳ | مدرسه (فیلم ۱۹۹۳)              | یامادا یوجی          |
| ۷      | ۱۹۹۴ | تاج خیانت                      | کینجی فوکاساکو       |
| ۸      | ۱۹۹۵ | شاراکو                         | ماساهیرو شینودا      |
| ۹      | ۱۹۹۶ | مایل هستید برقصیم؟ (فیلم ۱۹۹۶) | ماسایوکی سو          |
| ۱۰     | ۱۹۹۷ | Aisuru                         | کی کومای             |
| ۱۱     | ۱۹۹۸ | گدایی عشق                      | هیده‌یوکی هیرایاما    |
| ۱۲     | ۱۹۹۹ | قطاربان                        | یاسوئو فوروهاتا      |
| ۱۳     | ۲۰۰۰ | 15 Sai Gakkō IV                | یامادا یوجی          |
| ۱۴     | ۲۰۰۱ | شهر اشباح                      | هایائو میازاکی       |
| ۱۵     | ۲۰۰۲ | سامورایی گرگ و میش             | یامادا یوجی          |
| ۱۶     | ۲۰۰۳ | Like Asura                     | یوشی‌میتسو موریتا     |
| ۱۷     | ۲۰۰۴ | Blood and Bones                | یویچی سای            |
| ۱۸     | ۲۰۰۵ | Break Through!                 | کازویوکی ایزوتسو     |
| ۱۹     | ۲۰۰۶ | دختران رقاص هولا               | لی سونگ-ایل          |
| ۲۰     | ۲۰۰۷ | I Just Didn't Do It            | ماسایوکی سو          |
| ۲۱     | ۲۰۰۸ | عزیمت‌ها                        | یوجیرو تاکیتا        |
| ۲۲     | ۲۰۰۹ | Dear Doctor                    | میوا نیشیکاوا        |
| ۲۳     | ۲۰۱۰ | Villain                        | لی سونگ-ایل          |
| ۲۴     | ۲۰۱۱ | Postcard                       | کانه‌تو شیندو         |
| ۲۵     | ۲۰۱۲ | A Terminal Trust               | ماسایوکی سو          |
| ۲۶     | ۲۰۱۳ | گذرگاه بزرگ                    | یویا ایشی (کارگردان) |
| ۲۷     | ۲۰۱۴ | صفر ابدی                       | تاکاشی یامازاکی      |
| ۲۸     | ۲۰۱۵ | Solomon's Perjury              | ایزورو ناروشیما      |
| ۲۹     | ۲۰۱۶ | 64: Part I - Part II           | تاکاهیسا ززه         |